# August Carl Joseph Corda
August Carl Joseph Corda (Liberec, 15 de noviembre de 1809–septiembre de 1849) fue un médico, micólogo, pteridólogo, briólogo, algólogo, paleontólogo checo.

## Biografía
Corda era aborigen en Reichenberg (hoy Liberec), Bohemia. Su padre era un comercialnte textil. Sus progenitores murieron repentinamente tan sólo unas semanas después de su nacimiento, y Corda fue criado por su abuela, asistiendo a la Escuela Normal de Reichenberg.
En 1819, con solo diez años, falleció esa abuela; y Corda fue enviado a vivir con una "familia que desconocía" durante dos años durante los cuales no recibió educación. Dos años más tarde, Corda fue llevado al cuidado de un tío en Praga donde pudo concurrir al "Lyceum of New Prague".
Como resultado de dificultades familiares, Corda dejó el Liceo en 1824 para asistir a la Escuela politécnica. Allí estudió física con el prof. Hallaschka, química con Stoinman, mineralogía con Zippe, y botánica con Tausch. Corda permaneció en el Liceo solo tres años, tiempo suficiente para alcanzar competencia en química. Después de dejar el liceo en 1827, Corda trabajó en una fábrica de productos químicos en Praga por un breve tiempo, antes de volver a estudiar cirugía en la Universidad de Praga. Poco después, durante el brote de cólera asiático, Corda sirvió como cirujano auxiliar en el Hospital General en Praga. Continuó practicando la cirugía en Rokitzan, Reichstadt, Niems, Zwickam, Kummersdorf, Briens. A finales de 1832, desanimado por su lucha interminable contra el cólera, Corda abandonó la práctica de la medicina.

## Carrera botánica

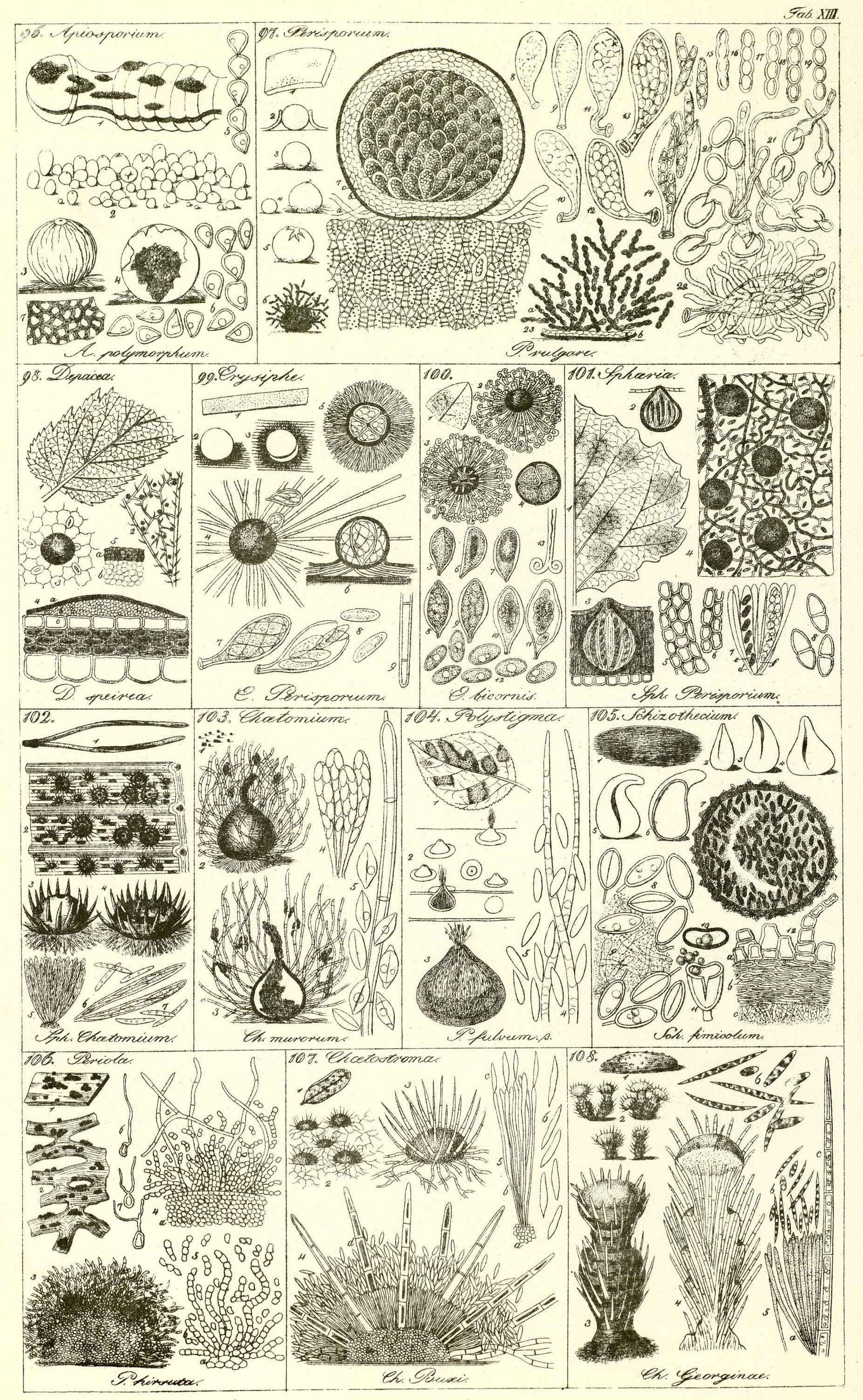
Ilustraciones de hongos de August Carl Joseph Corda publicadas en Icones fungorum hucusque cognitorum.

Durante seis semanas, Corda se retiró a Berlín para disfrutar de la compañía de su amigo Kurt Sprengel y sus muchos camaradas literatos: Alexander von Humboldt, Carl S. Kunth, Johann Horkel, y Martin Lichtenstein. Tras su regreso a Reichenberg, Corda se inspiró para el estudio de la botánica después de recibir una carta de la Academia de Berlín proponiéndole un estudio del crecimiento de las palmas y plantas en su viaje de regreso a Berlín. Corda respondió con entusiasmo al escribir De incremento stipitis plantarum con cerca de cien ilustraciones acompañando, en 1834, junto con una monografía sobre la anatomía de rizospermas.
A partir de ahí, Corda recolectó en las Termas de Charles, y visitó a Nees von Esenbeck. A su regreso a Praga, Corda fue invitado a ocupar un puesto de curador de la División de Zoología del Museo Nacional de Praga por el fundador del museo y presidente el influyente Kaspar Maria von Sternberg, a quien había conocido durante su estancia en las Termas de Charles, y anteriormente en un congreso botánico en Vratislavia. El interés primario de Corda rápidamente se derivó hacia las colecciones micológicas, convirtiéndose en el foco principal de su obra.
Corda es muy conocido por sus monumentales seis volúmenes Icones fungorum hucusque cognitorum, publicado de 1837 a 1842 hasta finalizar en 1854, y su Prachtflora europäischer Schimmelbildungen de 1839. Corda fue bien conocido por los micólogos, habiendo descrito muchos géneros importantes de hongos, incluyendo Stachybotrys.
Corda siguió siendo conservador hasta su muerte en el mar, a los 39 años, cuando regresaba a casa de un viaje de recolección a Texas en 1849.

## Otras publicaciones
- Beiträge zur Flora der Vorwelt. Praga 1845 en línea
- Anleitung zum Studium der Mykologie. Praga 1842
- Skizzen zur vergleichenden Anatomie vor- und jetztweltlicher Pflanzenstämme. 2 vols.
- Flora der Vorwelt, con Kaspar Maria von Sternberg. 1838

## Eponimia
- (Fabaceae) Cordaea Spreng.[1]